# Józef Jodkowski
Józef Jodkowski (ur. 20 grudnia 1890 w Grodnie, zm. 2 stycznia 1950 w Warszawie) – polski archeolog, numizmatyk, historyk ziemi grodzieńskiej.

## Życiorys
Urodził się w starej rodzinie szlacheckiej, o tradycjach wojskowych, zamieszkałej od stuleci w okolicy Wielkie Jodkiewicze. Syn Józefa Jodkowskiego (1861–1944), stolarza i Zofii z Zaniewskich. Kształcił się w Gimnazjum Grodzieńskim, m.in. pod kierunkiem prof. Eustachego N. Orłowskiego, wykładającego historię. Już wtedy rozbudzone zainteresowanie dziejami ziemi grodzieńskiej i niepospolite zdolności zwróciły na niego uwagę Elizy Orzeszkowej, co umożliwiło mu dostęp do bogatych zbiorów pisarki. W latach 1905–1906 brał czynny udział w wystąpieniach młodzieży grodzieńskiej przeciw polityce caratu, czego skutkiem było zagrożenie możliwości dalszej edukacji. Dzięki pomocy Orzeszkowej wyjechał do Warszawy dokończyć szkołę. W 1907 publikował pierwsze artykuły dotyczące prehistorii ziemi białostockiej, które były pokłosiem wyprawy badawczej odbytej z Wacławem Kontrymem do Bereżan i Liszkowa. W kolejnych latach brał udział w licznych badaniach archeologicznych m.in. w Drohiczynie. Stworzył wtedy też dokładną mapę stanowisk archeologicznych na ziemi grodzieńskiej. Studia odbył w Moskwie, gdzie początkowo wybrał Szkołę Sztuk Pięknych, lecz ostatecznie 27 maja 1912 ukończył z wyróżnieniem Instytut Archeologiczny. W 1914 został członkiem korespondentem Moskiewskiego Towarzystwa Archeologicznego.
Pracował w Instytucie Archeologicznym jako laborant, a następnie w Muzeum Rumiancowskim, gdzie zajmował się inwentaryzacją zabytków wywiezionych z Polski. Wyniki inwentaryzacji opublikował w trzech pracach: Armaty polskie w Muzeum Artyleryjskim w Petersburgu, „Pamiątki polskie na obczyźnie” (Wilno 1908), Pieczęcie wileńskie w Muzeum Rumiancowskim w Moskwie, „Rocznik Towarzystwa Przyjaciół Nauk w Wilnie” (1909), Pieczęcie polskie w Muzeum Rumiancowskim (Kraków 1910).
Objął stanowisko konserwatora zabytków na terenie guberni wileńskiej, grodzieńskiej i mińskiej. Był założycielem Muzeum Historyczno-Archeologicznego w Grodnie i inicjatorem badań archeologicznych Starego Zamku w Grodnie i jego rekonstrukcji.
W roku 1922 został konserwatorem wojewódzkim w Białymstoku. Do 1936 kierował muzeum miejskim. Opublikował wiele prac poświęconych zabytkom tego województwa.
W roku 1936 zamieszkał w Warszawie, gdzie w Państwowych Zbiorach Sztuki na Zamku Królewskim zajął się badaniem zbiorów numizmatycznych.
W maju 1945 przystąpił do odbudowy kolekcji numizmatycznej Muzeum Narodowego. W roku 1946 przystąpił do reaktywacji Warszawskiego Towarzystwa Numizmatycznego.
Pochowany na cmentarzu Stare Powązki w Warszawie (kwatera 132-2-16).

## Odznaczenia
- Srebrny Krzyż Zasługi (17 kwietnia 1930)[3].